# Toronto-Centre
Circonscription électorale fédérale du Canada
Toronto-Centre (anciennement connue sous le nom de Rosedale et de Toronto-Centre–Rosedale) est une circonscription électorale fédérale et provinciale en Ontario.

## Circonscription fédérale
La circonscription est située dans le sud de l'Ontario, plus précisément une partie du centre-ville de Toronto. Dans cette circonscription se retrouve la plus grande communauté de Church et Wellesley, qui est la plus grande communauté gay au Canada, ainsi que la communauté de St. Jamestown, qui est l'un des quartiers les plus multi-ethnique et dense.  
Les circonscriptions limitrophes sont University—Rosedale, Toronto—Danforth et Spadina—Fort York.                

## Historique
La circonscription de Toronto-Centre apparaît en 1872 avec des portions de Toronto-Ouest et de Toronto-Est. Abolie en 1924, elle est divisée parmi Toronto-Est-Centre, Toronto-Ouest-Centre et Toronto-Sud. La circonscription de Rosedale apparaît en 1933. Renommée Toronto-Centre–Rosedale en 1996, cette dernière est abolie en 2003 et redistribuée par la nouvelle circonscription de Toronto-Centre.
1872-1925
| Législature                                                                | Années    | Député                  | Député                           | Parti               |
| -------------------------------------------------------------------------- | --------- | ----------------------- | -------------------------------- | ------------------- |
| Toronto-Centre Issue de Toronto-Ouest et Toronto-Est                       |           |                         |                                  |                     |
| 2e                                                                         | 1872–1874 |                         | Robert Wilkes                    | Libéral             |
| 3e                                                                         | 1874–1878 |                         | Robert Wilkes                    | Libéral             |
| 3e                                                                         | 1875–1878 |                         | John Macdonald                   | Libéral indépendant |
| 4e                                                                         | 1878–1882 |                         | Robert Hay                       | Libéral             |
| 5e                                                                         | 1882–1887 |                         | Robert Hay                       | Libéral             |
| 6e                                                                         | 1887–1891 |                         | George Ralph Richardson Cockburn | Conservateur        |
| 7e                                                                         | 1891–1896 |                         | George Ralph Richardson Cockburn | Conservateur        |
| 8e                                                                         | 1896–1897 |                         | William Lount                    | Libéral             |
| 8e                                                                         | 1897-1900 | George Hope Bertram     |                                  | Libéral             |
| 9e                                                                         | 1900–1904 |                         | William Rees Brock               | Conservateur        |
| 10e                                                                        | 1904–1905 | Edward Frederick Clarke |                                  | Conservateur        |
| 10e                                                                        | 1905-1908 | Edmund James Bristol    |                                  | Conservateur        |
| 11e                                                                        | 1908–1909 | Edmund James Bristol    |                                  | Conservateur        |
| 12e                                                                        | 1911–1912 | Edmund James Bristol    |                                  | Conservateur        |
| 13e                                                                        | 1917–1921 | Edmund James Bristol    | Unioniste                        |                     |
| 14e                                                                        | 1921–1925 | Edmund James Bristol    | Conservateur                     |                     |
| Redistribuée parmi Toronto-Est-Centre, Toronto-Ouest-Centre et Toronto-Sud |           |                         |                                  |                     |

Depuis 1935
| Parlement                                                                 | Années        | Députés           | Députés                   | Parti                     |
| ------------------------------------------------------------------------- | ------------- | ----------------- | ------------------------- | ------------------------- |
| Rosedale Issue de Toronto-Est-Centre, Toronto-Ouest-Centre et Toronto-Sud |               |                   |                           |                           |
| 18e                                                                       | 1935–1940     |                   | Henry Gladstone Clarke    | Conservateur              |
| 19e                                                                       | 1940–1935     | Harry Jackman     | Gouvernement national     |                           |
| 20e                                                                       | 1945–1949     | Harry Jackman     | Progressiste-conservateur |                           |
| 21e                                                                       | 1949–1953     |                   | Charles Henry             | Libéral                   |
| 22e                                                                       | 1953–1957     |                   | Charles Henry             | Libéral                   |
| 23e                                                                       | 1957–1958     |                   | David James Walker        | Progressiste-conservateur |
| 24e                                                                       | 1958–1962     |                   | David James Walker        | Progressiste-conservateur |
| 25e                                                                       | 1962–1963     |                   | Donald Stovel Macdonald   | Libéral                   |
| 26e                                                                       | 1963–1965     |                   | Donald Stovel Macdonald   | Libéral                   |
| 27e                                                                       | 1965–1968     |                   | Donald Stovel Macdonald   | Libéral                   |
| 28e                                                                       | 1968–1972     |                   | Donald Stovel Macdonald   | Libéral                   |
| 29e                                                                       | 1972–1974     |                   | Donald Stovel Macdonald   | Libéral                   |
| 30e                                                                       | 1974–1978     |                   | Donald Stovel Macdonald   | Libéral                   |
| 30e                                                                       | 1978–1979     |                   | David Crombrie            | Progressiste-conservateur |
| 31e                                                                       | 1979–1980     |                   | David Crombrie            | Progressiste-conservateur |
| 32e                                                                       | 1980–1984     |                   | David Crombrie            | Progressiste-conservateur |
| 33e                                                                       | 1984–1988     |                   | David Crombrie            | Progressiste-conservateur |
| 34e                                                                       | 1988–1993     | David MacDonald   |                           | Progressiste-conservateur |
| 35e                                                                       | 1993–1997     |                   | Bill Graham               | Libéral                   |
| Toronto-Centre—Rosedale                                                   |               |                   |                           |                           |
| 36e                                                                       | 1997–2000     |                   | Bill Graham               | Libéral                   |
| 37e                                                                       | 2000–2004     |                   | Bill Graham               | Libéral                   |
| Toronto-Centre                                                            |               |                   |                           |                           |
| 38e                                                                       | 2004–2006     |                   | Bill Graham               | Libéral                   |
| 39e                                                                       | 2006–2008     |                   | Bill Graham               | Libéral                   |
| 39e                                                                       | 2008-2008     | Bob Rae           |                           | Libéral                   |
| 40e                                                                       | 2008–2011     | Bob Rae           |                           | Libéral                   |
| 41e                                                                       | 2011–2013     | Bob Rae           |                           | Libéral                   |
| 41e                                                                       | 2013-2015     | Chrystia Freeland |                           | Libéral                   |
| 42e                                                                       | 2015–2019     | Bill Morneau      |                           | Libéral                   |
| 43e                                                                       | 2019–2020     | Bill Morneau      |                           | Libéral                   |
| 43e                                                                       | 2020-2021     | Marci Ien         |                           | Libéral                   |
| 44e                                                                       | 2021–2025     | Marci Ien         |                           | Libéral                   |
| 45e                                                                       | 2025–en cours | Evan Solomon      |                           | Libéral                   |

## Résultats électoraux
Modèle:Élection générale canadienne de 2025 — Toronto-Centre
|                          | Nom                      | Parti politique          | Voix   | %       | Majorité |
| ------------------------ | ------------------------ | ------------------------ | ------ | ------- | -------- |
|                          | Marci Ien                | Libéral                  | 10 581 | 41,98 % | 2 331    |
|                          | Annamie Paul             | Vert                     | 8 250  | 32,73 % |          |
|                          | Brian Chang              | NPD                      | 4 280  | 16,98 % |          |
|                          | Benjamin Gauri Sharma    | Conservateur             | 1 435  | 5,69 %  |          |
|                          | Baljit Bawa              | Parti populaire          | 269    | 1,07 %  |          |
|                          | Keith Komar              | Parti libertarien        | 135    | 0,54 %  |          |
|                          | Kevin Clarke             | Indépendant              | 123    | 0,49 %  |          |
|                          | Dwayne Cappelletti       | Parti Libre Canada       | 76     | 0,3 %   |          |
|                          | Above Znoneofthe         | Indépendant              | 56     | 0,22 %  |          |
| Total des votes valides  | Total des votes valides  | Total des votes valides  | 25 205 | 99,53 % |          |
| Total des votes rejetés  | Total des votes rejetés  | Total des votes rejetés  | 118    | 0,47 %  |          |
| Total des votes exprimés | Total des votes exprimés | Total des votes exprimés | 25 323 | 30,93 % |          |
| Électeurs inscrits       | Électeurs inscrits       | Électeurs inscrits       | 81 861 |         |          |

|       | Candidat           | Parti              | # de voix | % des voix |
|       | Julian Di Battista | Conservateur       | +06 167,  | 12,22 %    |
|       | (X) Bill Morneau   | Libéral            | +29 297,  | 58,07 %    |
|       | Linda McQuaig      | NPD                | +13 467,  | 26,69 %    |
|       | Colin Biggin       | Vert               | +01 315,  | 2,61 %     |
|       | Mariam Ahmad       | Communiste         | +00133,   | 0,26 %     |
|       | Philip Fernandez   | Marxiste-léniniste | +00076,   | 0,15 %     |
| Total | Total              | Total              | 50 455    | 100 %      |

| Candidat            | Parti                   | # de voix | % des voix |
| ------------------- | ----------------------- | --------- | ---------- |
| Chrystia Freeland   | Libéral                 | 17 081    | 49,1 %     |
| Linda McQuaig       | NPD                     | 12 643    | 36,4 %     |
| Geoff Pollock       | Conservateur            | 3 024     | 8,7 %      |
| John Deverell       | Vert                    | 1 027     | 3 %        |
| Dorian Baxter       | Progressiste (PC)       | 460       | 1,3 %      |
| Judi Falardeau      | Libertarien             | 250       | 0,7 %      |
| Kevin Clarke        | Indépendant             | 89        | 0,3 %      |
| John Turmel         | Indépendant             | 75        | 0,2 %      |
| Leslie Bory         | Indépendant             | 53        | 0,2 %      |
| Michael Nicula      | Parti canadien en ligne | 44        | 0,1 %      |
| Bahman Yazdanfar    | Indépendant             | 29        | 0,1 %      |
| Total/Participation |                         | 34775     | 38 %       |

|       | Candidat           | Parti              | # de voix | % des voix |
|       | Kevin Moore        | Conservateur       | +12 604,  | 22,64 %    |
|       | (x) Bob Rae        | Libéral            | +22 832,  | 41,01 %    |
|       | Susan Wallace      | NPD                | +16 818,  | 30,21 %    |
|       | Ellen Michelson    | Vert               | +02 796,  | 5,02 %     |
|       | Catherine Holliday | Communiste         | +00159,   | 0,29 %     |
|       | Philip Fernandez   | Marxiste-léniniste | +00076,   | 0,14 %     |
|       | Judi Falardeau     | Libertarien        | +00277,   | 0,5 %      |
|       | Bahman Yazdanfar   | Indépendant        | +00108,   | 0,19 %     |
| Total | Total              | Total              | 55 670    | 100 %      |

|       | Candidat         | Parti              | # de voix | % des voix |
|       | David Gentili    | Conservateur       | +09 405,  | 18,29 %    |
|       | (x) Bob Rae      | Libéral            | +27 577,  | 53,62 %    |
|       | El-Farouk Khaki  | NPD                | +07 744,  | 15,06 %    |
|       | Ellen Michelson  | Vert               | +06 081,  | 11,82 %    |
|       | Johan Boyden     | Communiste         | +00193,   | 0,38 %     |
|       | Philip Fernandez | Marxiste-léniniste | +00092,   | 0,18 %     |
|       | Liz White        | Animal Alliance    | +00187,   | 0,36 %     |
|       | Gerald Derome    | Indépendant        | +00155,   | 0,3 %      |
| Total | Total            | Total              | 51 434    | 100 %      |

|                          | Nom                      | Parti politique          | Voix   | %       | Majorité |
| ------------------------ | ------------------------ | ------------------------ | ------ | ------- | -------- |
|                          | Bob Rae                  | Libéral                  | 14 187 | 59,47 % | 10 875   |
|                          | El-Farouk Khaki (en)     | NPD                      | 3 312  | 13,88 % |          |
|                          | Chris Tindal (en)        | Vert                     | 3 199  | 13,41 % |          |
|                          | Don Meredith             | Conservateur             | 2 939  | 12,32 % |          |
|                          | Liz White                | Protection des animaux   | 123    | 0,52 %  |          |
|                          | Doug Plumb               | Action canadienne        | 97     | 0,41 %  |          |
| Total des votes valides  | Total des votes valides  | Total des votes valides  | 23 857 | 99,6 %  |          |
| Total des votes rejetés  | Total des votes rejetés  | Total des votes rejetés  | 96     | 0,4 %   |          |
| Total des votes exprimés | Total des votes exprimés | Total des votes exprimés | 23 953 | 27,86 % |          |
| Électeurs inscrits       | Électeurs inscrits       | Électeurs inscrits       | 85 976 |         |          |

## Circonscription provinciale
Depuis les élections provinciales ontariennes du 4 octobre 2007, l'ensemble des circonscriptions provinciales et des circonscriptions fédérales sont identiques.